# Kanton Villers-Semeuse
Villers-Semeuse is een kanton van het Franse departement Ardennes. Het kanton maakt deel uit van het arrondissement Charleville-Mézières.
Tot begin 2015 was ook een deel van de gemeente Charleville-Mézières onderdeel van het kanton maar toen werden de kantons van Charleville-Mézières opgeheven en werd de gemeente opnieuw ingedeeld, samen met een aantal omliggende gemeenten, in de kantons Charleville-Mézières-1, -2, -3 en 4.
Van het opgeheven kanton Charleville-Centre werd de gemeente Aiglemont aan het kanton Villers-Semeuse toegevoegd, van het eveneens opgeheven kanton Nouzonville de gemeenten Gespunsart en Neufmanil.

## Gemeenten
Het kanton Villers-Semeuse omvat de volgende gemeenten:
- Aiglemont
- Gernelle
- Gespunsart
- La Grandville
- Issancourt-et-Rumel
- Lumes
- Neufmanil
- Saint-Laurent
- Villers-Semeuse
- Ville-sur-Lumes
- Vivier-au-Court